# Gran Premio motociclistico d'Austria 1997
Il Gran Premio motociclistico d'Austria 1997 è stato la quinta prova del motomondiale del 1997. Dopo questa edizione, il GP d'Austria venne tolto dal calendario del motomondiale del 1998, per poi ritornarne a farne parte a partire dal 2016.
Le gare si svolsero il 1º giugno all'A1-Ring e videro le vittorie di Mick Doohan su Honda nella classe 500, di Olivier Jacque nella classe 250 e di Noboru Ueda nella classe 125.

## Classe 500

### Arrivati al traguardo
| Pos | Nº | Pilota            | Squadra                 | Motocicletta | Giri | Tempo     | Griglia | Punti |
| --- | -- | ----------------- | ----------------------- | ------------ | ---- | --------- | ------- | ----- |
| 1   | 1  | Mick Doohan       | Repsol Honda            | Honda        | 28   | 41:48.665 | 1       | 25    |
| 2   | 7  | Tadayuki Okada    | Repsol Honda            | Honda        | 28   | +22.077   | 3       | 20    |
| 3   | 3  | Luca Cadalora     | Red Bull Yamaha WCM     | Yamaha       | 28   | +22.471   | 5       | 16    |
| 4   | 18 | Nobuatsu Aoki     | Rheos ELF F.C.C. T.S.   | Honda        | 28   | +22.663   | 6       | 13    |
| 5   | 2  | Àlex Crivillé     | Repsol Honda            | Honda        | 28   | +25.462   | 2       | 11    |
| 6   | 8  | Carlos Checa      | MoviStar Honda Pons     | Honda        | 28   | +28.649   | 4       | 10    |
| 7   | 23 | Anthony Gobert    | Lucky Strike Suzuki     | Suzuki       | 28   | +59.010   | 9       | 9     |
| 8   | 9  | Alberto Puig      | MoviStar Honda Pons     | Honda        | 28   | +1:00.017 | 7       | 8     |
| 9   | 5  | Norifumi Abe      | Yamaha Team Rainey      | Yamaha       | 28   | +1:02.385 | 11      | 7     |
| 10  | 19 | Doriano Romboni   | IP Aprilia Racing       | Aprilia      | 28   | +1:02.473 | 12      | 6     |
| 11  | 6  | Daryl Beattie     | Lucky Strike Suzuki     | Suzuki       | 28   | +1:03.445 | 10      | 5     |
| 12  | 14 | Juan Borja        | Elf 500 Roc             | ELF 500      | 28   | +1:22.650 | 13      | 4     |
| 13  | 4  | Alex Barros       | Honda Gresini           | Honda        | 27   | +1 giro   | 8       | 3     |
| 14  | 12 | Jean-Michel Bayle | Marlboro Team Roberts   | Modenas KR3  | 27   | +1 giro   | 19      | 2     |
| 15  | 25 | Laurent Naveau    | Millet Racing           | ROC Yamaha   | 27   | +1 giro   | 22      | 1     |
| 16  | 17 | Lucio Pedercini   | Team Pedercini          | ROC Yamaha   | 27   | +1 giro   | 24      |       |
| 17  | 22 | Kirk McCarthy     | World Champ Motorsports | ROC Yamaha   | 27   | +1 giro   | 20      |       |

### Ritirati
| Nº | Pilota                   | Squadra               | Motocicletta | Giri | Griglia |
| -- | ------------------------ | --------------------- | ------------ | ---- | ------- |
| 10 | Kenny Roberts Jr         | Marlboro Team Roberts | Modenas KR3  | 7    | 17      |
| 16 | Jürgen Fuchs             | Elf 500 Roc           | ELF 500      | 4    | 18      |
| 11 | Troy Corser              | Red Bull Yamaha WCM   | Yamaha       | 3    | 21      |
| 20 | Sete Gibernau            | Yamaha Team Rainey    | Yamaha       | 1    | 15      |
| 15 | Frédéric Protat          | Soverex FP Racing     | Honda        | 0    | 25      |
| 21 | Jurgen van den Goorbergh | Millar MQP            | Honda        | 0    | 23      |
| 24 | Takuma Aoki              | Repsol Honda          | Honda        | 0    | 14      |
| 55 | Régis Laconi             | Tecmas Honda Elf      | Honda        | 0    | 16      |

## Classe 250

### Arrivati al traguardo
| Pos | Nº | Pilota               | Squadra                      | Motocicletta | Giri | Tempo     | Griglia | Punti |
| --- | -- | -------------------- | ---------------------------- | ------------ | ---- | --------- | ------- | ----- |
| 1   | 19 | Olivier Jacque       | Chesterfield Elf Tech 3      | Honda        | 26   | 40:29.266 | 2       | 25    |
| 2   | 2  | Ralf Waldmann        | Marlboro Honda               | Honda        | 26   | +0.622    | 1       | 20    |
| 3   | 1  | Max Biaggi           | Marlboro Team Kanemoto Honda | Honda        | 26   | +6.412    | 3       | 16    |
| 4   | 65 | Loris Capirossi      | Aprilia Racing               | Aprilia      | 26   | +6.415    | 4       | 13    |
| 5   | 5  | Tōru Ukawa           | Benetton Honda               | Honda        | 26   | +23.358   | 7       | 11    |
| 6   | 15 | Stefano Perugini     | Nastro Azzurro Aprilia       | Aprilia      | 26   | +26.292   | 5       | 10    |
| 7   | 12 | Takeshi Tsujimura    | F.C.C. Technical Sports      | TSR Honda    | 26   | +29.991   | 9       | 9     |
| 8   | 7  | Haruchika Aoki       | Matteoni Racing              | Honda        | 26   | +40.079   | 8       | 8     |
| 9   | 27 | Sebastián Porto      | PR2 YPF - ESCO               | Aprilia      | 26   | +49.651   | 10      | 7     |
| 10  | 20 | Noriyasu Numata      | Arie Molenaar Racing         | Suzuki       | 26   | +51.446   | 12      | 6     |
| 11  | 6  | Luis d'Antín         | Antena 3 S.S.P. Competicion  | Yamaha       | 26   | +51.553   | 17      | 5     |
| 12  | 14 | Jamie Robinson       | Arie Molenaar Racing         | Suzuki       | 26   | +1:02.779 | 13      | 4     |
| 13  | 16 | William Costes       | Chesterfield Elf Tech 3      | Honda        | 26   | +1:04.488 | 16      | 3     |
| 14  | 21 | Franco Battaini      | Edo Racing                   | Yamaha       | 26   | +1:04.781 | 19      | 2     |
| 15  | 25 | Oliver Petrucciani   | Mohag Aprilia Racing         | Aprilia      | 26   | +1:09.385 | 21      | 1     |
| 16  | 8  | Cristiano Migliorati | Team Axo Inoxmacel           | Honda        | 26   | +1:09.610 | 18      |       |
| 17  | 31 | Tetsuya Harada       | Aprilia Racing               | Aprilia      | 26   | +1:27.184 | 6       |       |
| 18  | 22 | Kurtis Roberts       | PJ1 Oils                     | Aprilia      | 25   | +1 giro   | 23      |       |
| 19  | 28 | Eustaquio Gavira     | Scuderia Mobil 1 AGV         | Aprilia      | 25   | +1 giro   | 20      |       |
| 20  | 60 | Uwe Bolterhauer      | Remus Racing                 | Honda        | 25   | +1 giro   | 27      |       |
| 21  | 59 | Thomas Stadler       | Stadler Racing               | Honda        | 25   | +1 giro   | 28      |       |

### Ritirati
| Nº | Pilota            | Squadra                     | Motocicletta | Giri | Griglia |
| -- | ----------------- | --------------------------- | ------------ | ---- | ------- |
| 29 | Idalio Gavira     | Scuderia Mobil 1 AGV        | Aprilia      | 22   | 25      |
| 18 | Osamu Miyazaki    | Edo Racing                  | Yamaha       | 1    | 22      |
| 11 | Jeremy McWilliams | Qub Team Optimum            | Honda        | 1    | 14      |
| 10 | Luca Boscoscuro   | Dee Cee Racing              | Honda        | 0    | 15      |
| 17 | José Luis Cardoso | Antena 3 S.S.P. Competicion | Yamaha       | 0    | 24      |
| 34 | Marcellino Lucchi | Radiant Racing              | Aprilia      | 0    | 11      |
| 61 | Robert Zwidl      | Team Zwidl                  | Aprilia      | 0    | 30      |

### Non partiti
| Nº | Pilota          | Squadra               | Motocicletta | Griglia |
| -- | --------------- | --------------------- | ------------ | ------- |
| 26 | Emilio Alzamora | Fortuna Honda         | Honda        | 26      |
| 64 | Mario Zehetner  | MRV Kirkd. - Micheld. | Aprilia      | 29      |

### Non qualificato
| Nº | Pilota      | Moto   |
| -- | ----------- | ------ |
| 63 | Jürgen Haim | Yamaha |

## Classe 125

### Arrivati al traguardo
| Pos | Nº | Pilota             | Squadra                   | Motocicletta | Giri | Tempo     | Griglia | Punti |
| --- | -- | ------------------ | ------------------------- | ------------ | ---- | --------- | ------- | ----- |
| 1   | 7  | Noboru Ueda        | Team Pileri               | Honda        | 24   | 40:19.719 | 1       | 25    |
| 2   | 46 | Valentino Rossi    | Nastro Azzurro Aprilia    | Aprilia      | 24   | +0.004    | 2       | 20    |
| 3   | 3  | Tomomi Manako      | UGT 3000                  | Honda        | 24   | +6.286    | 5       | 16    |
| 4   | 72 | Garry McCoy        | Marlboro Team Alfa Bieffe | Aprilia      | 24   | +6.421    | 6       | 13    |
| 5   | 2  | Masaki Tokudome    | Docshop Racing            | Aprilia      | 24   | +6.455    | 3       | 11    |
| 6   | 8  | Kazuto Sakata      | UGT 3000                  | Aprilia      | 24   | +18.979   | 4       | 10    |
| 7   | 41 | Yōichi Ui          | Yamaha Kurz               | Yamaha       | 24   | +22.268   | 8       | 9     |
| 8   | 15 | Roberto Locatelli  | Team Axo Inoxmacel        | Honda        | 24   | +22.984   | 10      | 8     |
| 9   | 21 | Gianluigi Scalvini | Team Axo Inoxmacel        | Honda        | 24   | +31.327   | 14      | 7     |
| 10  | 19 | Frédéric Petit     | Team RMS                  | Honda        | 24   | +31.387   | 11      | 6     |
| 11  | 20 | Masao Azuma        | L.B. Racing               | Honda        | 24   | +54.248   | 17      | 5     |
| 12  | 26 | Ivan Goi           | Marlboro Team Alfa Bieffe | Aprilia      | 24   | +57.528   | 12      | 4     |
| 13  | 33 | Manfred Geissler   | UGT 3000                  | Aprilia      | 24   | +1:03.939 | 16      | 3     |
| 14  | 17 | Enrique Maturana   | Yamaha Kurz               | Yamaha       | 24   | +1:05.384 | 19      | 2     |
| 15  | 22 | Steve Jenkner      | Aprilia - ADAC Sachsen    | Aprilia      | 24   | +1:24.545 | 22      | 1     |
| 16  | 29 | Ángel Nieto Jr     | Airtel-Aspar              | Aprilia      | 24   | +1:39.998 | 21      |       |
| 17  | 63 | Bernd Holzleitner  | Yamaha Kurz               | Yamaha       | 23   | +1 giro   | 26      |       |
| 18  | 59 | Harald Danninger   | MSC-Traun                 | Honda        | 23   | +1 giro   | 24      |       |
| 19  | 60 | Gerwin Hofer       | Hofer Racing              | Honda        | 22   | +2 giri   | 28      |       |

### Ritirati
| Nº | Pilota            | Squadra              | Motocicletta | Giri | Griglia |
| -- | ----------------- | -------------------- | ------------ | ---- | ------- |
| 5  | Jorge Martínez    | Airtel-Aspar         | Aprilia      | 21   | 7       |
| 39 | Jaroslav Huleš    | L.B. Racing          | Honda        | 8    | 20      |
| 24 | Gino Borsoi       | Semprucci Biesse     | Yamaha       | 5    | 23      |
| 61 | Georg Scharl      | Power Sports Company | Honda        | 4    | 29      |
| 10 | Lucio Cecchinello | Spidi Honda LCR      | Honda        | 3    | 9       |
| 62 | Yoshiaki Katō     | Semprucci Biesse     | Yamaha       | 3    | 18      |
| 12 | Dirk Raudies      | Finsco Chasis        | Honda        | 2    | 13      |
| 25 | Josep Sardá       | Finsco Chasis        | Honda        | 1    | 25      |
| 77 | Benny Jerzenbeck  | UGT 3000             | Honda        | 1    | 27      |
| 32 | Mirko Giansanti   | Matteoni Racing      | Honda        | 0    | 15      |

### Non qualificati
| Nº | Pilota                | Motocicletta |
| -- | --------------------- | ------------ |
| 64 | Jochen Reichart       | Honda        |
| 65 | Wolfgang Brandstetter | Honda        |